# Altona (Indiana)
Altona – miasto w Stanach Zjednoczonych, w stanie Indiana, w hrabstwie DeKalb.